# 綠黨社會民主黨聯盟
綠黨社會民主黨聯盟，簡稱綠社盟，是臺灣曾經存在的一個選舉聯盟，成立于2015年8月31日，由綠黨和社會民主黨（簡稱社民黨）共同組成，集結社會高度理想型力量，以建立綠色社會民主理想國為目標。2021年12月8日，綠社盟因連續4年未依法推薦候選人參加公職人員選舉，中華民國內政部依據《政黨法》廢止其政黨備案。

## 歷史
1996年1月25日，綠黨建黨，定位為公民社會開放的參政平台，鼓勵具有共同政治理念、價值與目標的積極公民加入；名稱中之「綠」係指綠色政治，而非民主進步黨所屬之泛綠陣營。綠黨的政治主張包含環境保護、生態平衡、注重草根民主、堅持社會平等與世界和平。在選舉方面，因長期關心勞工、弱勢、環保議題等，得以在社會上維持一定的影響力；直至2006年參選臺北市議員後，在數次的選舉中得票數始顯著成長，後更於2012年立委選舉上超越新黨取得第五多政黨票。2014年九合一選舉推出10人參與地方選舉，分別於桃園市議會、新竹縣議會各獲得一席議員，首次進入地方議會。
2015年3月29日，社會民主黨建黨，由國立臺灣大學社會學系副教授范雲、律州聯合法律事務所律師賴芳玉、國立中正大學政治學系助理教授陳尚志、臺灣少年權益與福利促進聯盟秘書長葉大華、前《四方報》總編輯張正、中央研究院政治學研究所博士後研究員伍維婷、台灣同志諮詢熱線協會文宣部主任呂欣潔、國立臺灣大學政治學研究所博士生江俊宜、社會民主黨籌備處秘書長嚴婉玲等人發起籌組，為標舉社會民主主義理念的新政黨。
2015年4月9日，綠黨批評，台灣過去16年來政黨輪替的經驗證明，中國國民黨與民進黨不論在朝或在野，執政者皆無法深得民心，在野者亦無法形成有效的監督力量，兩大黨的政治結構已一再證明無法為台灣政治形成良好的競爭關係；真正符合台灣人民利益與期待的第三勢力，既不會是民進黨的側翼，也不會是投機的新瓶舊政客，更不會是從現有的政商結構中長大的政二代；綠黨不會與民進黨就2016年區域立委選舉進行任何協商。
2015年8月17日，社會民主黨與綠黨合開記者會宣布共組參政聯盟，綠黨召集人李根政、張育憬與社民黨召集人范雲等人簽署〈參政聯盟合作備忘錄〉，參政聯盟定名為「綠黨社會民主黨聯盟」共同爭取立法委員席次，兩黨人士現場高喊「人民團結站出來，第三勢力進國會，淘汰國民黨、制衡民進黨」；並在立法委員選舉後，將朝二黨合併為一個黨的方向進行。

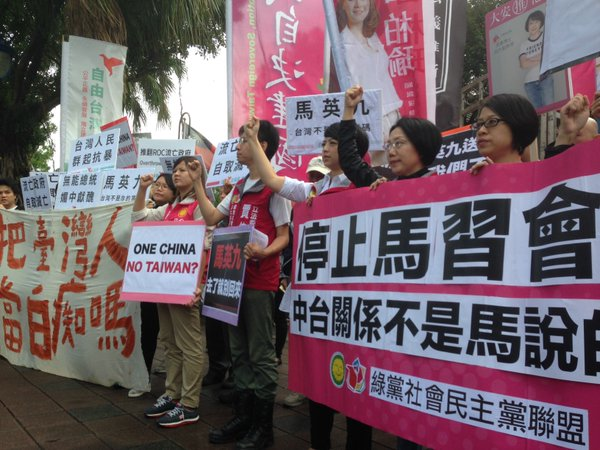
綠社盟與自由台灣黨號召群眾在立法院外抗議馬習會

2015年11月4日，綠社盟與自由台灣黨號召群眾在立法院外抗議馬習會。
2015年11月10日，時代力量宣布台北市南港內湖選區立法委員參選人林少馳加入該黨，對上同選區的綠社盟立委參選人陳尚志；同日，綠社盟回應，時代力量率先破壞第三勢力各黨不在同選區相互競爭提名的默契。
2015年12月9日，綠社盟發表新聞稿批評，本月8日民進黨主席蔡英文在中華民國全國公務人員協會擴大幹部會議發言「公務人員組工會可以討論，但罷工權的行使需要再想一想」，蔡英文多慮了，反而應該讓公務人員擁有完整的勞動三權才能保障公共服務的品質；國民黨與民進黨都不斷透過減稅來圖利財團與富人，稅收嚴重不足導致政府財政困窘。
2016年1月8日，民進黨籍屏東縣潮州鎮鎮長洪明江等跨黨派基層政治工作者宣布支持綠社盟，洪明江說，反對黨也要政黨輪替，國民黨無能執政亦不是稱職反對黨，民進黨需要被好的反對黨監督才不會腐化；作家吳音寧說，在她服務的彰化縣溪州鄉，民進黨已逐漸失去「讓人民感到改變，不怕財團」的態度；綠黨桃園市議員王浩宇呼籲，新政治應與大黨區隔、切割，才能產生制衡。
2016年1月14日，國立政治大學地政學系教授徐世榮披露，時代力量曾邀請他名列不分區立委第一位，他以從政不在他的人生規劃中為由婉拒，當時《蘋果日報》司馬觀點專欄作家江春男也在場；本月江春男卻在司馬觀點不斷拉抬時代力量、貶抑綠社盟，這不是挾媒體公器所應該做的事情，也嚴重降低江春男身為台灣民主運動前輩的身分與格調。
2016年1月15日，前民進黨臺南市黨部評議委員會召集人蔡啟新（前民進黨臺灣省議員蔡介雄之子）說，台灣諸多政黨中，唯一敢批判國民黨與民進黨，且具備全面政策理念論述者，僅綠社盟；綠社盟相關候選人雖不享明星光環，但長期投身社會改革運動，為公無私的奉獻令他感受到民進黨創黨時的熱情；為求台灣民主進程發展，「我們需要一個具備理念、堅持理想、以人民為本位、不趨炎附勢的政黨進入國會，監督已喪失創黨精神的民進黨！」

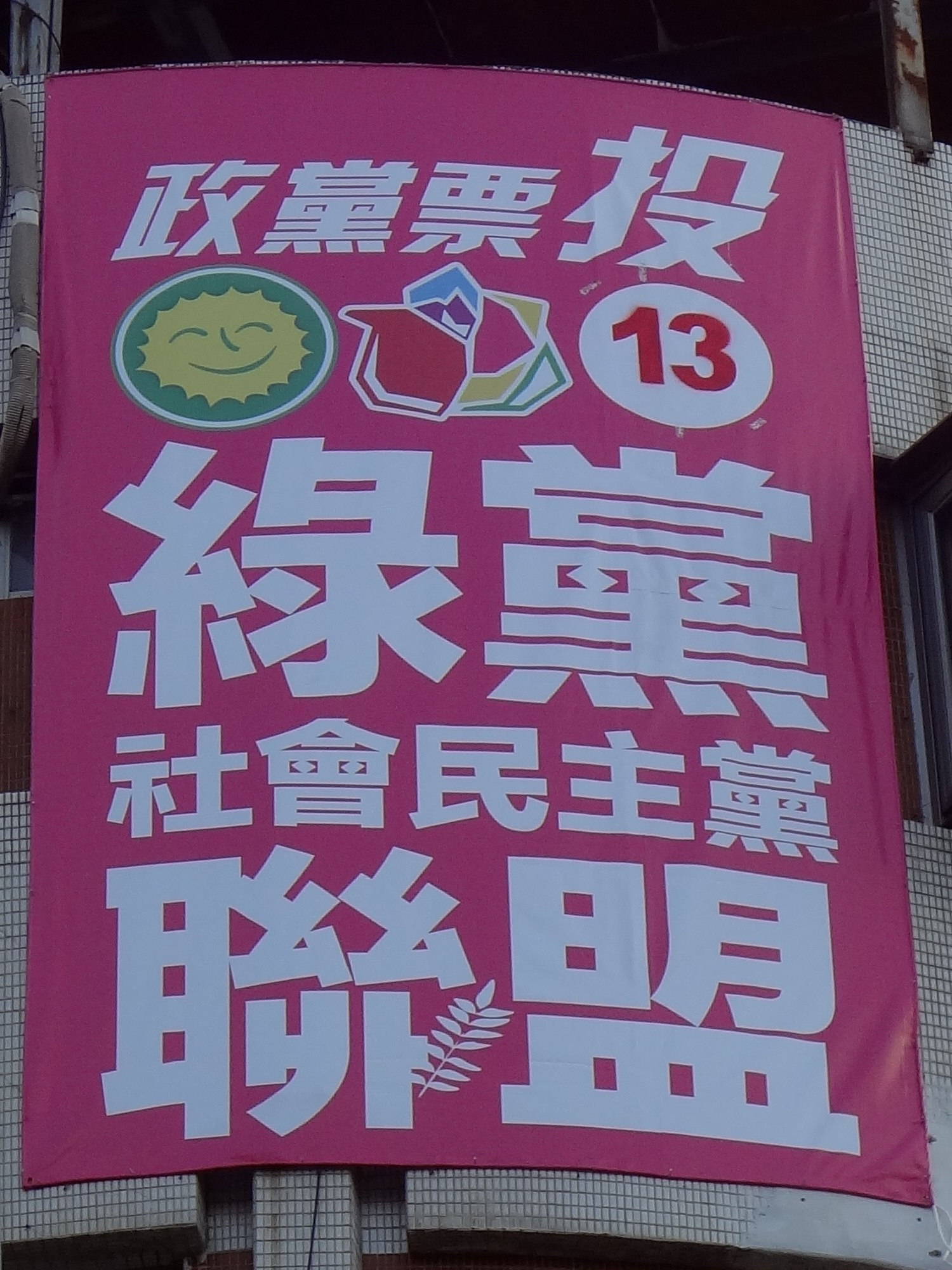
2016年立委選舉，綠社盟廣告布幔

2016年1月16日，2016年立委選舉投票，范雲在開票時間說綠社盟等許多新興政黨會跨過選舉門檻，結果是綠社盟全軍覆沒，雖然得票退居第六，不過與上屆僅綠黨不分區得票相比，投票率降低卻成長了近八萬票，甚至以不到兩千五百票之差超越上屆跨越5%門檻的臺灣團結聯盟；在區域立委候選人的得票也大有長進，尤其臺北市及新北市的部分候選人得票超過10%，絕大多數選將都有4%至5%以上的得票；下屆立委選舉起，因政黨得票超越2%，綠社盟不須提名10席區域立委候選人，便可直接提出不分區立委名單。同日晚間，李根政在綠社盟記者會表示，綠社盟確實得票不如預期，但不會停止參政，會強力監督蔡英文政府的施政，「就像2000年到2008年，我們監督民進黨的力道也沒有鬆懈過……現在喊『國民黨不倒、台灣不會好』的人，很多人沒經歷過民進黨執政期間；我們跟他們（民進黨）近身肉搏了八年，（瞭解）民進黨財團化的問題非常嚴重，不會樂觀地以為蔡英文執政就可解決問題」。
2016年1月18日，李根政、張育憬與范雲為綠社盟選舉失利負起責任，相繼宣布辭職；范雲表示，她將繼續協助社民黨在地方扎根；李根政與張育憬表示，綠黨不會放棄社運參政之路、也不會忘記初衷。2016年1月22日，范雲承認，「我的確把事情想得太單純了」，社民黨與綠黨對民進黨的態度不完全一樣，社民黨在2016年總統選舉中支持蔡英文而引發綠黨不滿，「可能綠黨部分朋友對民進黨痛恨的程度比我多吧」。
2016年1月29日，社民黨全國委員會選出陳尚志擔任代理召集人；社民黨秘書長葉虹靈說，社民黨與綠黨討論後，預計農曆年後將公布綠社盟2016年選舉檢討報告。
2016年7月1日，曾為綠社盟站台助講的第三社會黨發起人周奕成表示，「如果要幫台灣培養一個未來的反對黨，理想上，社會基礎和民進黨分開的綠社盟比較可能」；綠社盟是綠黨與社民黨的結合，反而導致兩黨互相牽制（例如社民黨無法施展綠黨不同意的事），結果是甩不開社運界的意識形態包袱及隨之而來的過度潔癖以致寸步難行，「如果當初不結合，我覺得會比較好」；綠社盟花費太多力氣講述個別政策，例如長照、社福或地方環境問題，「小黨提了一百分的政見，但沒有能力去實現它；民進黨提的政見只有六十分，卻有能力百分之百做到」。
2018年5月12日，綠黨與樹黨於新竹縣與新竹市成立「綠樹雙結盟」。
2018年6月19日，綠黨、社民黨與基進黨成立「社會福利國家連線」，隔月定調合作方向。由於基進黨的右派立場與其他兩黨的左派立場差異甚大，綠黨、社民黨黨員及支持者皆對此產生疑慮。
2018年10月24日，綠黨、社民黨、基進黨、樹黨組成「無限可能大聯盟」。
2018年12月2日，左翼聯盟秘書長黃德北表示，綠黨在台灣第三勢力政黨之中比較接近歐洲的左翼綠黨，但2016年大選失利後許多優秀幹部淡出政治，現任領導人高度向民進黨靠攏、處處為民進黨的政策辯護；社民黨更接近歐洲的自由主義政黨，更重視民主、人權、自由等價值，較少關懷勞動與階級議題，與歐洲的社會民主黨性質上差異頗大。

## 主張
綠黨社會民主黨聯盟共同政見，是以推動台灣經濟、社會、政治之改革，並強調建立生態、永續、自由、平等、團結等社會進步價值等，為綠色社會民主理想為宗旨。
綠黨社會民主黨聯盟推動LGBT權益，多元性別主流化，反對歧視，尊重差異，強化性別平等教育，確保跨性別之性別認同及醫療權益，推動婚姻平權制度。

## 歷屆選舉情況

### 2016年中華民國立法委員選舉

#### 不分區立委
| 順序 | 候選人 | 經歷 | 口號                                                       | 得票數  | 得票率  | 結果   |
| ---- | ------ | --- | ---------------------------------------------------------- | ------- | ------- | ------ |
| 1    | 張麗芬 | 中華電信工會秘書長、台灣社會民主工作室成員、渣打銀行工會總幹事、台企銀工會代理總幹事、苦勞網特約記者、高雄市政府勞工局勞工教育委員會委員、公營事業工會大聯盟執行秘書 | 尊嚴勞動 勞工沒人疼，只有自己挺                            | 308,106 | 2.5275% | 未當選 |
| 2    | 李根政 | 地球公民基金會執行長、綠黨召集人、高雄市教師會生態教育中心創辦人、國小教師                                                                                           | 永續環境 讓政治為大自然與小百姓服務                        | 308,106 | 2.5275% | 未當選 |
| 3    | 詹順貴 | 環境法律人協會理事長、元貞聯合法律事務所主持律師、臺灣野鳥保育協會常務監事、原住民族委員會法規委員會委員、台灣動物社會研究會理事長、惜根台灣協會理事                 | 土地正義 挑戰權威，扶助弱勢； 實事求是，不玩零和吹捧遊戲。 | 308,106 | 2.5275% | 未當選 |
| 4    | 葉大華 | 台灣少年權益與福利促進聯盟秘書長 | 世代正義 唯有世代正義，才有公平正義                        | 308,106 | 2.5275% | 未當選 |
| 5    | 謝英俊 | 第三建築工作室建築師、國家文藝獎、美國柯里史東設計獎 | 居住正義 居住是人民的基本權利                              | 308,106 | 2.5275% | 未當選 |
| 6    | 許秀雯 | 台灣伴侶權益推動聯盟執行長、許秀雯律師事務所負責人、太穎國際法律事務所、博仲法律事務所                                                                               | 多元成家 平等，不能再等！ 投一票，讓同志成家。             | 308,106 | 2.5275% | 未當選 |

#### 區域立委
| 公布日期      | 參選選區           | 號次 | 候選人 | 經歷 | 口號                              | 得票數 | 得票率   | 結果   |
| ------------- | ------------------ | ---- | ------ | --- | --------------------------------- | ------ | -------- | ------ |
| 2015年3月16日 | 臺北市第六選舉區   | 2    | 范雲   | 國立台灣大學社會學系副教授、社會民主黨召集人                                                                                                  | 政治是為了更好 的生活             | 56,766 | 35.3550% | 未當選 |
| 2015年3月24日 | 臺北市第七選舉區   | 2    | 呂欣潔 | 國際特赦組織台灣分會理事、台灣同志諮詢熱線文宣部主任                                                                                          | 青年改革 用欣選擇                 | 17,747 | 10.7375% | 未當選 |
| 2015年3月24日 | 臺北市第八選舉區   | 3    | 苗博雅 | 前廢死聯盟法務主任、社會民主黨文宣部主任 | 找回說真話 的勇氣                 | 21,084 | 12.4836% | 未當選 |
| 2015年3月29日 | 臺北市第三選舉區   | 7    | 李晏榕 | 德臻法律事務所合夥律師、婦女新知基金會常務董事                                                                                                | 國會新女聲                        | 23,706 | 12.3412% | 未當選 |
| 2015年6月27日 | 臺北市第四選舉區   | 2    | 陳尚志 | 國立中正大學政治學系助理教授 | 起來， 改變未來                   | 10,278 | 4.7871%  | 未當選 |
| 2015年6月24日 | 新北市第四選舉區   | 1    | 賈伯楷 | 綠黨北北基支黨部執行委員、台灣綠色酷兒協會副秘書長                                                                                            | 爛政治，停下來！ 慢政治，一起來！ | 8,609  | 4.645%   | 未當選 |
| 2015年5月18日 | 新北市第十一選舉區 | 2    | 曾柏瑜 | 綠黨青年部召集人、翻轉選舉運動共同發起人、黑色島國青年陣線行政組組長、330五十萬黑潮凱道集結主持人                                             | 為台灣 許一個新希望               | 22,487 | 12.2062% | 未當選 |
| 2015年5月16日 | 桃園市第一選舉區   | 3    | 王寶萱 | 航空城反迫遷聯盟發言人、台灣人權促進會前副秘書長、艾塞克斯大學政治系講師、艾塞克斯大學轉型正義網絡專案助理、國際特赦組織全球總部-中國人權小組 | 桃園紮根 國會新生                 | 15,802 | 8.6872%  | 未當選 |
| 2015年5月19日 | 桃園市第六選舉區   | 6    | 呂東   | 綠黨中央執行委員、荒野保護協會講師、農民 | 選一個跟你一樣認真生活的人        | 7,374  | 4.4982%  | 未當選 |
| 2015年6月8日  | 臺南市第四選舉區   | 5    | 楊智達 | 綠黨台南支黨部秘書長、南台灣廢核行動聯盟執行統籌、台南市空污防護自救會成員                                                                    | 政治不只 兩個選擇                 | 9,075  | 4.5565%  | 未當選 |
| 2015年10月2日 | 宜蘭縣選舉區       | 7    | 吳紹文 | 宜蘭員山農民 | 守護宜蘭 風土水田                 | 10,730 | 4.7842%  | 未當選 |

## 外部連結
- 綠黨社會民主黨聯盟
- 台灣綠黨 （页面存档备份，存于）
- 台灣綠黨的Facebook專頁
- 綠黨2016年政策白皮書 （页面存档备份，存于）
- 社會民主黨 （页面存档备份，存于）
- 社會民主黨的Facebook專頁
- 社會民主黨2016年大選五大政見草案 （页面存档备份，存于）